# Kempen
Kempen, grad u saveznoj državi Sjevernoj Rajni-Vestfaliji, smješten 64 kilometra sjeverozapadno od Kölna. Ima oko 35.000 stanovnika. Kao središte tekstilne industrije poznato po obradi svile i baršuna, ali i proizvodnji metalnog namještaja i alata te tiskarstvu.
Rodno je mjeto Tome Kempenca, koji je jedan dio životnoga vijeka djelovao u gradu.

## Povijest
Prvi se put spominje oko 870., a u službenoj gradskoj dokumentaciji 1186. godine. Svoju neovisnost uživao je do 1794. kada je podređen kölnskom nadbiskupu, ujedno i izbornom knezu. Početkom 1290-ih završavaju se gradske zidine, a 3. studenog 1294. Kempen se prvi puta u službenoj gradskoj dokumentaciji spominje s gradskim naslovom. Nakon toga nastavlja svoje gospodarski, kulturni i poitički razvoj koji vrhunac doživljava u 15. stoljeću. Grad je tada imao oko 4.200 stanovnika.
Tijekom 1542. i 1543. Kempen je središte širenja reformatorske misli u području Donje Rajne. U naletu kuge 1579. godine umire polovica građana. Tijekom tzv. "Hessenskog rata", dijela Tridesetogodišnjeg rata, zajedničke snage sastavljene od Fancuza, Hessena i Weimara osvaja grad i uništavaju ga 1642. Između 1794. i 1814. grad pod francuskom vlašću ulazi u sastav novoutemeljenog departmana Roer, u kojem 1798. postaje kantonsko sjedište, a 1801. stječe naslov francuskog grada.
Odlukom Bečkog kongresa, kempensko područje ulazi u sastav Prusije, a nakon prvog ujedinjenja Njemačke postaje ravnopravnih gradom njemačke države. Početkom 1966. počinje obnova stare gradske jezgre, a 1970. okolna mjesta (Hüls, St. Hubert, Tönisberg i Schmalbroich) administrativno se uklapaju u područje grada Kempena. Daljnjim mjesnim izmjenama iz 1975. negdašnji Hüls postaje dio Krefelda, a Kempen gubi naslov okružnog središta.
Dana 3. studenog 1994. proslavljena je 700.-ta obljetnica službene potvrde gradskog naslova.

## Vanjske poveznice
- www.kempedia.de Kempedia - međumrežna enciklopedija o Kempenu